# Bobrov (Slovensko)
Bobrov je obec na Slovensku v okrese Námestovo v Žilinském kraji, 5 km severovýchodně od Námestova, na potoku Bobrovec. V roce 2019 zde žilo téměř 1 900 obyvatel.

## Historie
Obec byla založena na území, které patřilo k Oravskému hradu jako valašská obec uplatňující valašské právo. Její obyvatelé byli osobně svobodní a hlídali hranice. Její název vznikl z příjmení prvních osadníků Bowber nebo Boubrowský. První zmínka o Bobrové je na rukopisné mapě horní Oravy z roku 1550, která byla zhotovena při zakreslování slaného pramene na úpatí Babí hory. V roce 1592 Juraj Thurzo přepsal a potvrdil tehdejšímu šoltysovi Michalovi Boubrowskému listinu o zřízení obce Boubrow. V roce 1788 vznikla místní farnost.

## Geografie
Obec se nachází v nadmořské výšce 604 metrů a rozkládá se na ploše 25,64 km². Velká část katastru obce je součástí chráněné krajinné oblasti Horní Orava. V roce 1954 byla část katastru zaplavena Oravskou přehradou.

## Pamětihodnosti
- Římskokatolický kostel sv. Jakuba staršího z let 1745–1753
- Kaple sv. Anny z roku 1813
- Kaple Nanebevzetí Panny Marie z roku 1834. V polovině srpna se zde koná pouť a den před poutí vychází z kostela průvod nesoucí "mrtvé tělo" Panny Marie, které je pak v kapli uloženo do hrobu. Zvyk je na Slovensku ojedinělý a podobný se odehrává na Zebrzydowské kalvárii v Polsku, asi 50 km severně od Bobrova.[3]
- Kalvárie z roku 1894 vedoucí ke kapli Nanebevzetí Panny Marie[4][5]
- Mokřady Oravské kotliny vznikly v roce 1998 a jsou chráněné Ramsarskou úmluvou.
- Chráněná krajinná oblast Horní Orava

## Osobnosti
- Michal Bajor (1876–1923), národní pracovník
- Anton Beluš (1826–1905), publicista a katolický kněz
- František Beluš (1830–1873), náboženský spisovatel, učitel a jezuita
- Bonaventúra Štefan Buc (1910–1966), doktor filozofie, pedagog, filolog, překladatel a člen řehole františkánů
- Ján Klinovský (1905–1944), předseda Obilné společnosti pro Slovensko, účastník protinacistického odboje
- Irena Schusterová (1937–2008), manželka slovenského prezidenta Rudolfa Schustera
- Michal Šulek (1932–2001), politický vězeň
- František Vlossák (1864–1956), římskokatolický kněz, krajanský činitel
- Jozef Žmuráň (1921–1982), elektrotechnický inženýr, energetik